# SPD Bremen
Die SPD Bremen ist die Landesorganisation der SPD im Bundesland Freie Hansestadt Bremen. Sie besteht aus den Unterbezirken Bremen-Stadt mit 31 Ortsvereinen, Bremen-Nord mit fünf Ortsvereinen und Bremerhaven mit neun Ortsvereinen. Seit dem 31. Juli 1945 stellt sie ununterbrochen den Bremer Bürgermeister, was den Ministerpräsidenten in Flächenländern entspricht.

## Geschichte

### Gründung des ADAV
Der Verein Vorwärts warb für die neue politische Arbeiterbewegung. Gustav Adolph Deckwitz gründete am 1. Januar 1864 in Bremen eine Gruppe des Allgemeinen Deutschen Arbeiterverein (ADAV). Am 6. April 1864 wurde Deckwitz vom Vorsitzenden des ADAV Ferdinand Lassalle zum Bevollmächtigten in Bremen ernannt; der Beginn der Bremer SPD. 1865 hatte der Verein bereits 239 Mitglieder.
Durch die Auseinandersetzungen der entstehenden sozialistischen Gruppierungen in Deutschland und durch die wachsende Bedeutung der Sozialdemokratischen Arbeiterpartei (SDAP) von August Bebel und Wilhelm Liebknecht mit dem Eisenacher Programm verlor der kleiner werdende ADAV von Deckwitz an Mitgliedern und Einfluss. Die nationale Bewegung von 1870/71 minderte die Chancen des ADAV. In Bremen minderte das Achtklassenwahlrecht die Hoffnung, eine parlamentarische Mehrheit erreichen zu können. Der ADAV verlegte 1874 sogar seinen Hauptsitz von Berlin nach Bremen.

### Vereinigung zur SAP
1870 gründete die Eisenacher Gruppe vom SDAP in Bremen den Sozialdemokratischen Arbeiterverein. 1875 vereinigte sich der ADAV mit der Sozialistischen Arbeiterpartei Deutschlands (SAPD) zur Sozialistischen Arbeiterpartei Deutschlands (SAP); gefeiert wurde das „Große Verbrüderungsfest“ in den Salons der Tonhalle in der Neustadt. 1876 wurde die Partei durch die von ihr gegründete Bremer Freie Zeitung öffentlich vertreten. Im Rahmen des Sozialistengesetzes wurden die Bremer Partei und ihre Zeitung 1878 verboten. Sie konnte in der Verbotzeit bis 1890 ihre Anhänger in Bremen halten. Die Anhängerschaft wirkte mit ihren Parteiziele in anderen bremischen Arbeitervereinigungen. 1890 entstand als Sprachrohr die Bremer Bürger-Zeitung.

### Bürgerschafts- und Reichstagswahlen und Mandate

#### Bremische Bürgerschaft
→ Siehe auch Bremische Bürgerschaft von 1854 bis 1933: Wahlergebnisse und Mitglieder
Gewählt wurde in Bremen nach dem Achtklassenwahlrecht. Die Stimmen von 17 Wählern der 1. bis 3. Klasse (also der bürgerlichen Kreise) hatten gemessen am Bevölkerungsanteil dieselbe Bedeutung, wie die Stimmen von 297 Wählern der 4. Klasse (also die Arbeiter und Geringverdienenden). Wählen durften auch nur die Bürger, die den kostspieligen Bremer Bürgereid abgelegt hatten und für viele Arbeiter war das zu kostspielig. Da die 4. Klasse in ihrem Wahlrecht so drastisch eingeschränkt war, blieb die Herrschaft der Oberschicht gesichert. Die Wahlbeteiligung war deshalb auch bei den Bürgerschaftswahlen deutlich geringer als bei den klassenlosen und allgemeinen Reichstagswahlen, an denen alle Bürger teilnehmen konnten.
Trotz des Verbots wurde 1881 erstmals der eher gemäßigte Bäcker Johann Meyer als SAP-Vertreter als Abgeordneter der 4. Klasse in die Bremische Bürgerschaft gewählt. 1884 waren es schon fünf, 1896 nur zwei (Christian Blome und Heinrich Hartmann (Politiker, 1835)) und 1899 dann neun Abgeordnete (Fritz Ebert, Johann Imwolde, Johann Kruse, Josef Ulmer, Johann Voigt, Heinrich Johann Barthel, Gerd Wegener, Hermann Rhein, August Behrens)

#### Reichstagswahlen in Bremen
Seit 1867 kandidierten Sozialdemokraten für den Reichstag im Norddeutschen Bund und im Reichstag des Deutschen Kaiserreichs. Erstmals war ein Abgeordneter 1890 für den Wahlkreis Freie Hansestadt Bremen im Reichstag vertreten:
- 1867 kandidierte Gustav Adolph Deckwitz (ASAV) erfolglos für den Reichstag im Norddeutschen Bund.
- 1871 (1. WP) erhielt Wilhelm Hasselmann (SDAP) mit 1506 Stimmen einen Anteil von 15,6 % bei den Reichstagswahlen.
- 1874 (2. WP) belief sich der Anteil des SDAP-Kandidaten Carl Wilhelm Tölcke auf 18,4 %.
- 1877 (3. WP) erhielt Wilhelm Frick (SAP) 6790 Stimme = 35,2 %.
- 1878 (4. WP) erlebten die deutschen Sozialdemokraten nach dem Kaiserattentat heftigste Angriffe; trotzdem erhielt Fricke 30,3 Prozent der Stimmen. Es folgte das Verbot der Partei durch das Sozialistengesetz.
- 1881 (5. WP), in der Verbotszeit, erhielt Fricke ohne formelle Hilfsmöglichkeiten durch die Partei noch 23,3 % der Stimmen.
- 1884 (6. WP) wählten 23,3 % der Wähler Julius Bruhns von der SAP
- 1887 (7. WP) erhielt Wilhelm Liebknecht (SAP) 7743 Stimmen = 27,7 %.
- 1890 (8. WP) wurden mit dem Gewerkschafter Julius Bruhns erstmals ein Bremer Sozialdemokraten mit 16.403 Stimmen = 48,7 % und in einer dann folgenden Stichwahl mit 50,8 % in den Reichstag gewählt.
- 1893 (9. WP) verlor die Partei den Reichstagssitz; Kandidat war der Zigarrenmacher Hinrich Schmalfeldt (1930 Ehrenbürger von Bremerhaven), der schon 1890 im preußischen Wahlkreis Geestemünde die Wahl nicht für sich entscheiden konnte.
- 1898 (10. WP) verlor Schmalfeldt und es war kein Sozialdemokrat im Reichstag für Bremen vertreten.
- 1903 (11. WP) konnte Schmalfeldt den Sitz wieder zurückerobern.
- 1907 (12. WP) verlor Schmalfeldt das Mandat erneut und verzichtete auf eine neue Kandidatur.
- 1912 (13. WP) eroberte der linke Zigarrenarbeiter und Redakteur der Bremer Bürger-Zeitung Alfred Henke das Mandat zurück.[6][7]

### SPD um die Jahrhundertwende 1900

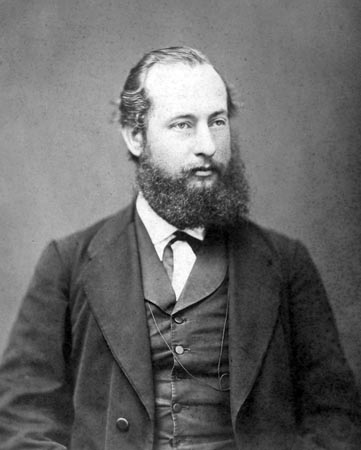
Hasenclever: ADAV-Vorsitzender

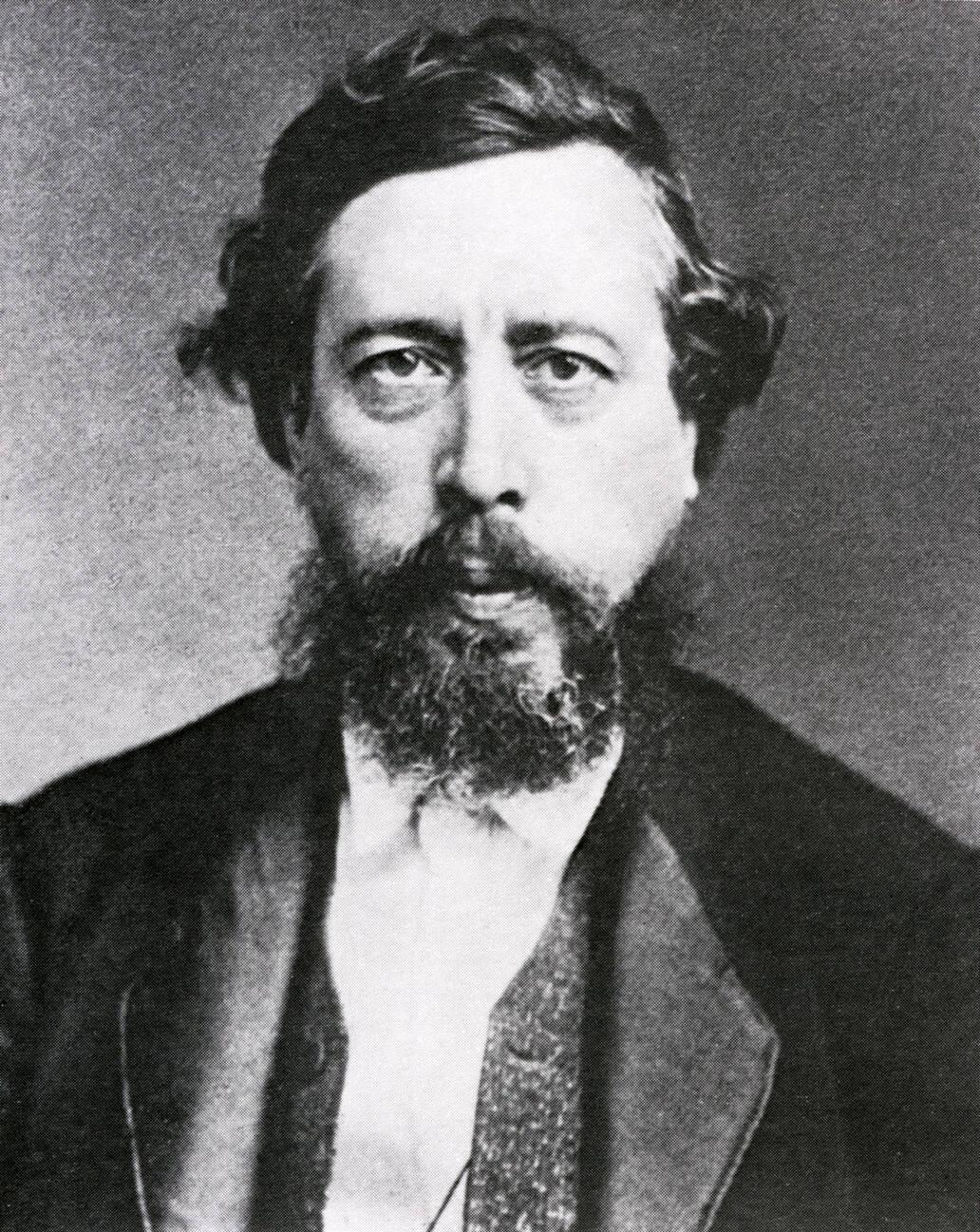
Liebknecht: Mitgründer der SPD

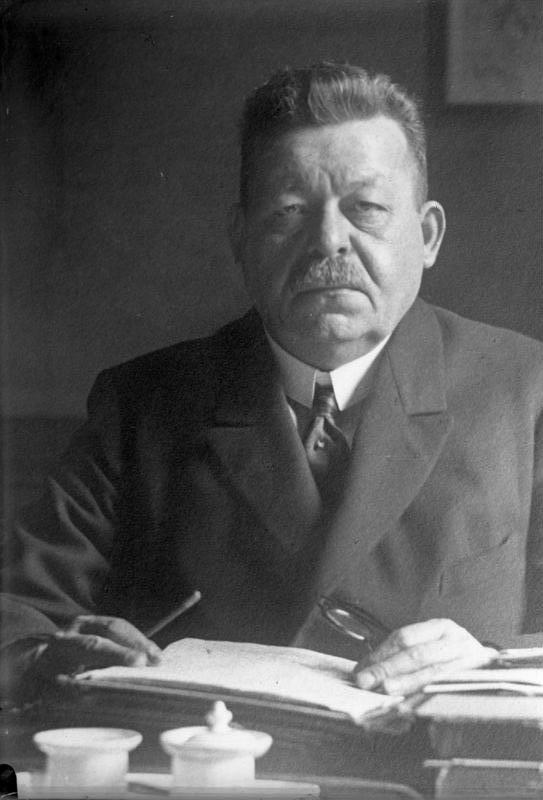
Ebert: Reichspräsident

Prominente Mitglieder der SPD waren damals in und für Bremen Wilhelm Hasenclever als ADAV-Vorsitzender, Wilhelm Liebknecht, Hermann Rhein, Senator, Alfred Henke, Wilhelm Pieck, später DDR-Präsident und Friedrich Ebert, später Reichspräsident.
Ebert war in Bremen von 1891 bis 1900 Gastwirt, Redner, bis 1894 Redakteur der Bremer Bürger-Zeitung, 1894/96 Parteivorsitzender, 1900 Gewerkschaftssekretär, 1900 Mitglied und SPD-Fraktionsvorsitzender der Bremischen Bürgerschaft und 1905 Parteisekretär und Mitglied beim Parteivorstand der Reichs. Dadurch endete Eberts Zeit in Bremen.
Pieck war 1897 in Bremen SPD-Hauskassierer, 1899 Stadtbezirksvorsitzender, 1900 Vorsitzenden der Zahlstelle des Holzarbeiterverbandes Bremen, 1904 Bremer Gewerkschaftsdelegierter, 1905 bis 1910 Bürgerschaftsabgeordneter und 1906 hauptamtlicher Erster Sekretär der Bremer SPD. 1910 verließ er Bremen und wurde Sekretär des zentralen Bildungsausschusses der SPD in Berlin.
Der Reformpädagoge Heinrich Schulz war von 1901 bis 1906 in Bremen Leiter der Bremer Bürgerzeitung, gründete 1905 den Bildungsausschuss des Gewerkschaftskartells, formulierte mit Clara Zetkin zum Parteitag der SPD die Mannheimer Leitsätze zur Volkserziehung, war 1919 Mitglied des SPD-Reichparteivorstandes und 1920 bis 1927 Staatssekretär für Schul- und Bildungsfragen im Reichsinnenministerium.
Jugendarbeit: Am 9. Juni 1907 entstand im Bildungsverein Lessing die Junge Garde, eine Arbeiterjugend mit Lehrlingen und jungen Arbeitern der zumeist größeren Betriebe. Die Vereinigung hielt engen Kontakt zur SPD. Zeitweise (um 1908) war sie als Bildungsverein organisiert, um Verboten aus dem Weg zu gehen. 1917 wurde sie verboten. Der Verein Bremer Arbeiterjugend bildete sich 1918, ging bald darauf ein. Auch die Freie Sozialistische Jugend formierte sich 1918 und stand der USPD nahe. 1919 entstand die USPD-nahe Sozialistische Arbeiterjugend. Der MSPD gelang es nicht einen eigenen oder nahestehenden schlagkräftigen Jugendverband aufzubauen, der Arbeiter-Jugendverein hatte keine große Bedeutung.
Gewerkschaft und SPD: Die SPD-nahen Gewerkschaften konnten sich in Bremen nach der Aufhebung der Verbote von 4.554 (1894) bis 1900 auf 10.341 und bis zum Ersten Weltkrieg auf 36.085 Mitglieder steigern.
Pressearbeit: Die Bremer Bürger-Zeitung (von 1922 bis 1933 Bremer Volkszeitung (Bremer Bürger-Zeitung)) wurde 1890 von der SPD in Bremen herausgegeben. Sie war zeitweilig eine der führenden sozialdemokratischen Zeitungen im Deutschen Reich und repräsentierte hierbei vor allem den linken Flügel der Sozialdemokratie. Die Zeitung bestand bis 1974. Wichtige (Chef-)Redakteure der Zeitung waren u. a. Julius Bruhns (1890–1895), Franz Diederich Papers (1895–1900), Heinrich Schulz (1901–1906) Alfred Henke (1900–1919), Wilhelm Kaisen (1920–1925) und Alfred Faust (1919–1933) sowie als Mitarbeiter Johann Knief, Anton Pannekoek, Friedrich Ebert (1893/94) und Karl Radek.

### Spaltung und Zusammenschluss der Partei

#### Spaltung
Die kriegsbedingte Spaltung der Partei von 1917 in Mehrheitssozialdemokratische Partei Deutschlands (MSPD) und Unabhängige Sozialdemokratische Partei Deutschlands (USPD) hatte auch in Bremen Auswirkungen. Führer der USPD in Bremen waren Adam Frasunkiewicz und Alfred Henke.
Die Ausrufung einer Bremer Räterepublik 1918/19 durch die Kommunistische Partei Deutschlands (KPD) und die USPD, bei der die MSPD ausdrücklich ausgeschlossen wurde, vertiefte die Kluft von MSPD und USPD. Mit Gewalt entriss die USPD der MSPD 1918 die viel gelesene Bremer Bürger-Zeitung und die MSPD wurde aus allen Gremien ausgeschlossen.
Die am 4. Februar 1919 gebildeten Provisorischen Regierung von Bremen bestand nur aus MSPD-Vertreter und der Senat unter dem Präsidenten des Senats Karl Deichmann (MSPD) bestand dann aus Senatoren von MSPD und den liberalen Parteien Deutsche Volkspartei (DVP) und Deutsche Demokratische Partei (DDP); die USPD war nicht dabei. 1920 bildete sich eine rein bürgerlicher Senat ohne MSPD und USPD.
Die MSPD hatte bis 1922 als Presseorgan das Bremer Volksblatt mit rund 13.000 Exemplaren. Die USPD hatte 1920 rund 10.000 Mitgliedern und als Presseorgan die Bremer-Arbeiter-Zeitung mit 15.000 Exemplaren. 1920 schloss sich ein linker Flügel der KPD an und die Anzahl der Mitglieder sank auf 8.000.
1920 gründete Hanna Harder in Bremen die Arbeiterwohlfahrt (AWO) als Arbeitsgemeinschaft der SPD.

#### Zusammenschluss
1922 gab es die Vereinigte SPD in Bremen, in die viele ehemalige USPD-Mitglieder übertraten und die nun rund 10.000 Mitglieder aufwies. Die verschiedenen Jugendorganisationen in Bremen gingen in der Sozialistischen Arbeiter-Jugend (SAJ) in Deutschland auf. Als Parteizeitung etablierte sich 1922 die gemeinsame Bremer Volkszeitung mit Alfred Faust und Wilhelm Kaisen als Chefredakteure.
Die SPD litt in der Folgezeit unter den Flügelkämpfen. 1923 erhielt sie noch bei den Wahlen 23 % der Stimmen. Ihre Mitgliederzahl sank aber auf 7000 und stieg dann bis 1925 auf 8300 und bis 1931 auf 10.000 Mitglieder. Von 1928 bis 1933 war die SPD wieder im Senat vertreten mit den Senatoren Deichmann bis 1931, Kaisen, Kleemann, Rhein bis 1931 und Sommer.
Organisatorisch gab es den Unterbezirk Bremen. Bremerhaven war im Unterbezirk Unterweser vertreten. Im Unterbezirk Vegesack, mit ihrem Sekretär Willy Dehnkamp, waren auch die Landkreise Blumenthal und Osterholz vertreten. Der Jugendverband SAJ schloss sich 1931 der neuen Sozialistischen Arbeiterpartei Deutschlands (1931) (SAP) an.
Bei der Reichstagswahl vom 14. September 1930 erlitt die SPD Verluste. Bei der Bürgerschaftswahl nahmen die Verluste weiter zu und die SPD hatte 35 % der Stimmen. Weitere Verluste folgten bei den Reichstagswahlen 1932 mit Stimmenergebnissen von rund 30 %.

#### Parteibüro
Am Geeren Nr. 6–8 befand sich seit den 1920er bis Ende der 1970er Jahre das traditionsreiche Parteibüros der SPD. In dem Gebäude war die Redaktion der Bremer Bürger-Zeitung. Hier wurde 1926 auch der Verein gegründeten, aus dem die Wohnungsgesellschaft GEWOBA wurde.

### 1933 bis 1945
1933 konnte die SPD 30 % der Stimmen auf sich vereinigen. Am 6. März 1933 mussten die SPD-Senatoren zurücktreten und wurden bald darauf in Haft genommen und die SPD verboten. In der Zeit des Nationalsozialismus gab es auch kleine SPD-Gruppen im Widerstand; SPD- und KPD-Mitglieder nahmen Kontakte auf. Der Widerstand wurde durch Verhaftungen und lange Haftzeiten in Konzentrationslagern und Zuchthäusern gebrochen. Die meisten SPD-Mitglieder zogen sich in dieser Zeit zurück und wurden weitgehend nicht behelligt.

### Bremer SPD seit 1945

#### Neuanfang 1945
Noch bevor die SPD im September 1945 sich wieder neu gründen durfte, wurden Sozialdemokraten von der US-amerikanischen Besatzungsmacht zum Wiederaufbau in den Bremer Senat und in hohe Ämter der Verwaltung berufen. Seit dem 6. Juni 1945 waren Wilhelm Kaisen, Emil Theil und Christian Paulmann Senatoren und seit dem 1. August 1945 führten – zuerst unter Kaisen – nur Sozialdemokraten die Landesregierungen von Bremen.
Erster Nachkriegs-Oberbürgermeister in Wesermünde war Helmuth Koch (DNVP, CDU), dem 1946 bis 1948 Gerhard van Heukelum (SPD) für Wesermünde und dann Bremerhaven folgte.
Im August 1945 erklärten noch SPD und KPD, dass sie sich eine vereinigte Partei vorstellen könnten. Das Misstrauen vieler SPD-Mitglieder gegenüber der KPD war aber zu groß und die Linie des Vorsitzenden der SPD Kurt Schumacher stand dem entgegen. Auf der Betriebsebene gab es häufige Kontakte und eine partielle Zusammenarbeit. 1946 traten Adolf Ehlers und Hermann Wolters von der KPD zur SPD über und 1947 trennte sich Kaisen von der verbliebenen KPD-Senatorin Käthe Popall.
Die SPD in Bremen-Stadt hatte 1945 nur 800, dann 1946 bereits ohne Bremen-Nord 5000 Mitglieder in 28 Distrikten. 1946 gründete sich als Jugendorganisation die Bremer Volksjugend als Nachfolgerin der SAJ. 1947 erfolgte die Umbenennung als Sozialistische Jugend Deutschlands – Die Falken. 1946 wurden auch die Jungsozialisten wieder gegründet.
Bei Wahlen zur Bremischen Bürgerschaft erhielt die SPD 1947 rund 40 %, dann 1955 schon 48,7 % und zwischen 1959 und 1963 rund 55 % der Stimmen. Bei der Wahl zur Stadtverordnetenversammlung von Bremerhaven hatte 1971 die SPD 55,7 % der Wählerstimmen erhalten.

#### Organisation
Organisatorisch war die SPD in Bremen bis in Anfang der 1970er Jahre gegliedert in die Unterbezirke (UB) Bremen, Bremen-Nord und Bremerhaven, dann bis in Ende der 1980er Jahre in die vier Unterbezirke Bremen Ost, West und Nord sowie Bremerhaven und danach wieder als UB Bremen-Stadt, Bremen-Nord und Bremerhaven. 1970/71 erwähnten die Jahresberichte die Arbeitsgemeinschaften der Frauen, der Jungsozialisten, der Lehrer, der Juristen, der Selbständigen, die Betriebsgruppen, die Aktivgruppe Kurt Schumacher und die Arbeitskreise Wirtschaftspolitik und Wirtschaftskreis Unterweseraum.
Das Parteibüro befand sich nach dem Krieg am Geeren in Bremen-Mitte, ab Mitte der 1970er Jahre in der Findorffstraße in Findorff und seit 2009 in der Obernstraße 39–43 wieder in der Altstadt. Der bekannteste Landesparteisekretär war von 1974 bis 1981 Willi Lemke, der dann bis 1999 Werder Bremen – Manager, bis 2007 Bildungssenator war und bis 2016 als UN-Sonderberater für Sport amtierte.

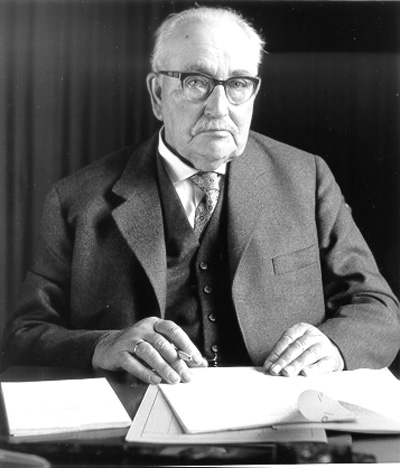
Kaisen: Bürgermeister

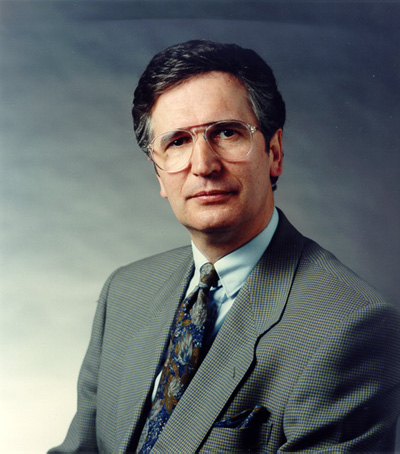
Wedemeier: Fraktionsvorsitzender, Bürgermeister

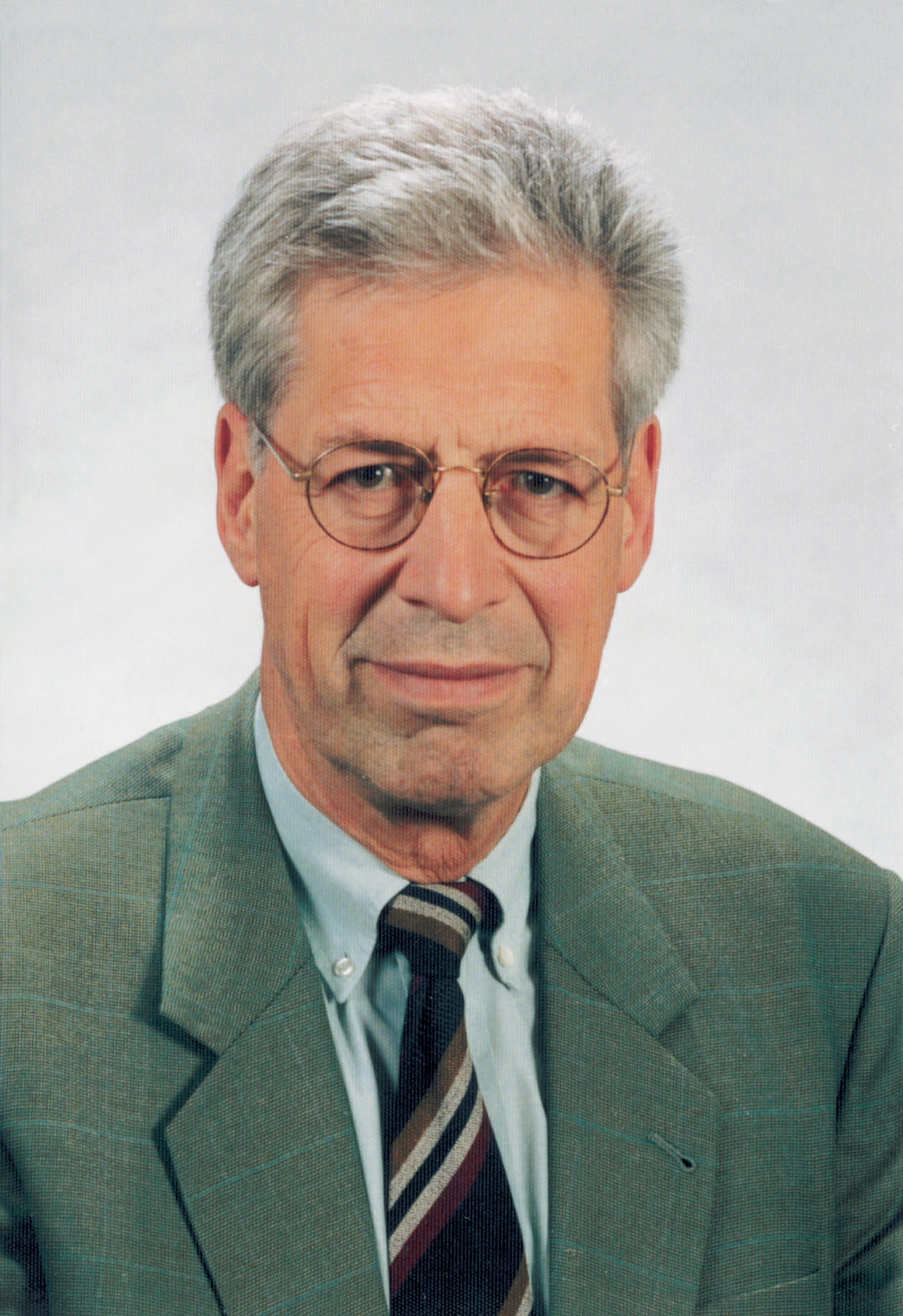
Scherf: Senator, Bürgermeister

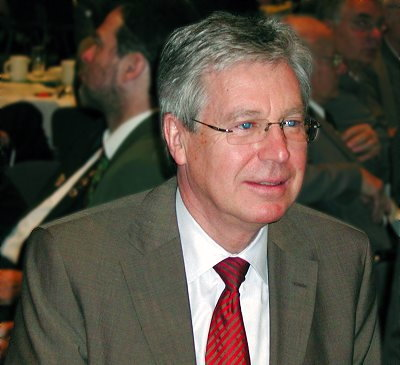
Böhrnsen: Fraktionsvorsitzender, Bürgermeister

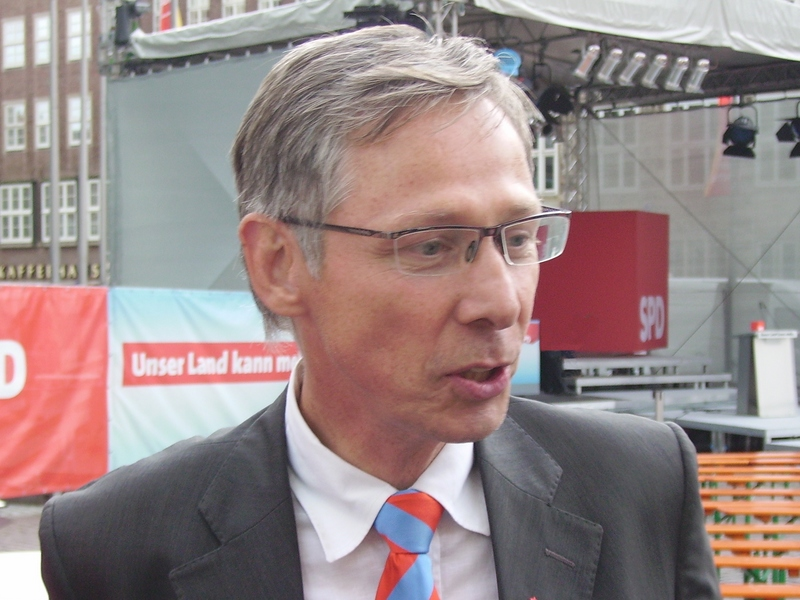
Sieling: Fraktionsvorsitzender, Bürgermeister

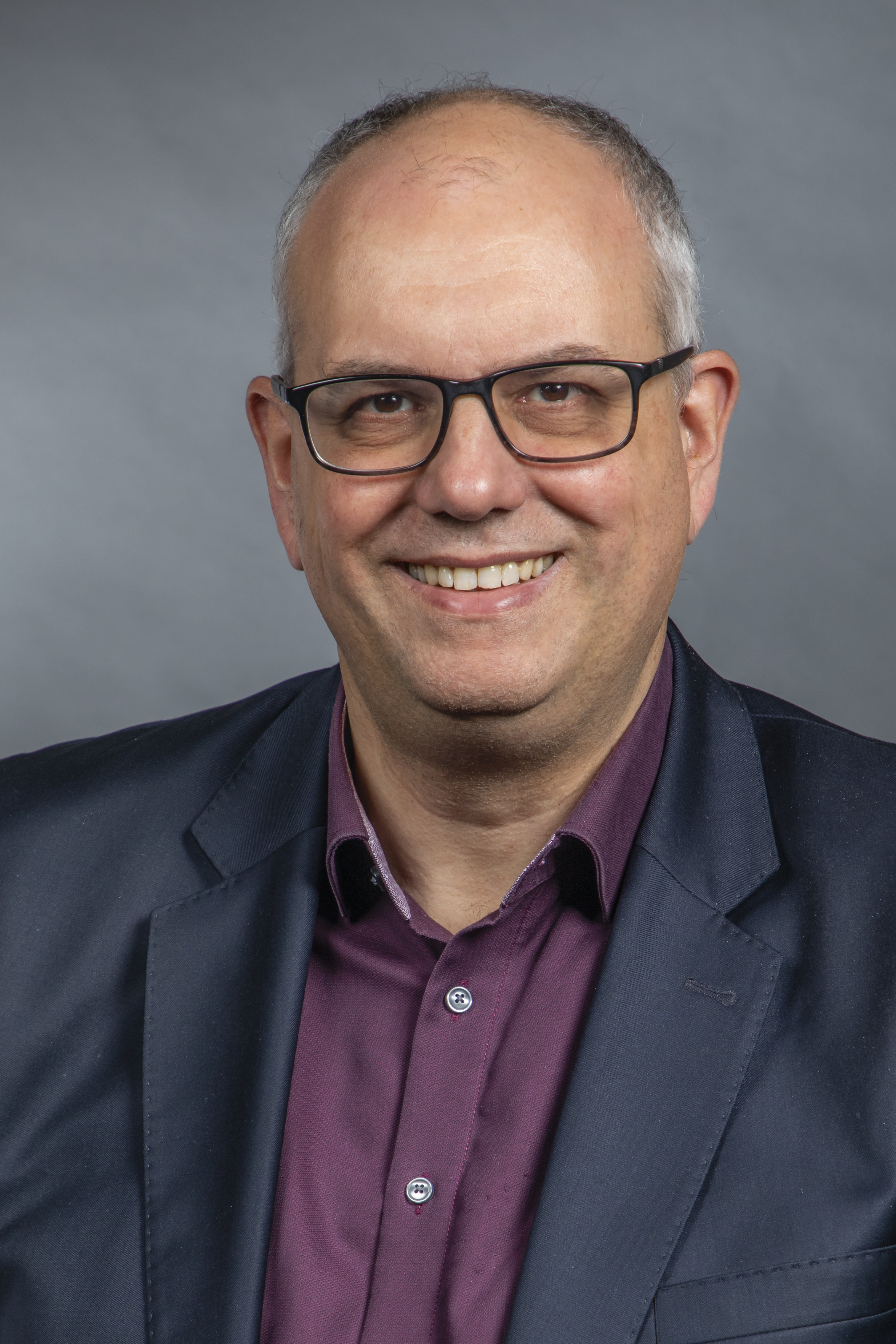
Andreas Bovenschulte: Fraktionsvorsitzender, Bürgermeister

#### SPD im Senat
Im Land Bremen führten als Präsidenten des Senats und Bremer Bürgermeister ununterbrochen seit 1945 Sozialdemokraten die Landesregierung, den Bremer Senat. Es waren
- Wilhelm Kaisen von 1945 bis 1965,
- Willy Dehnkamp von 1965 bis 1967,
- Hans Koschnick von 1967 bis 1985,
- Klaus Wedemeier von 1985 bis 1995,
- Henning Scherf von 1995 bis 2005
- Jens Böhrnsen von 2005 bis 2015
- Carsten Sieling von 2015 bis 2019
- Andreas Bovenschulte seit 2019

Die Regierungen wurden gebildet als Koalitionen oder allein von der SPD:
- 1946/47 mit BDV und KPD,
- 1947 bis 1951 mit der BDV/FDP,
- 1951 bis 1959 mit CDU und FDP,
- 1959 bis 1971 mit der FDP,
- 1971 bis 1991 allein,
- 1991 bis 1995 mit FDP und Grünen,
- 1995 bis 2007 mit der CDU,
- 2007 bis 2019 mit den Grünen,
- seit 2019 mit den Grünen und den Linken.

Aktuelle Mitglieder des Senats von der SPD
- Bürgermeister Andreas Bovenschulte, Präsident des Senats sowie Senator für Angelegenheiten der Religionsgemeinschaften, für Bundesangelegenheiten und für Kultur
- Senatorin Sascha Karolin Aulepp, Kinder und Bildung
- Senator Ulrich Mäurer, Inneres und Sport
- Senatorin Claudia Schilling, Arbeit, Soziales, Jugend und Integration sowie Justiz und Verfassung
- Senatorin Özlem Ünsal,Bau, Mobilität und Stadtentwicklung
- Staatsrätin Nancy Böhning, Bevollmächtigte der Freien Hansestadt Bremen beim Bund und für Europa

#### Mitgliederentwicklung
- 1971 hatte der Unterbezirk (UB) Bremen 9701 (davon 2063 weibliche) Mitglieder in 38 Ortsvereinen. Im UB Bremerhaven gab es 3392 (davon 753 weibliche) Mitglieder.[9]
- 1990 hatte die Landesorganisation 11.934 Mitglieder, davon im UB Bremen-Stadt 7559, im UB Bremen-Nord 1650 und im UB Bremerhaven 2725.
- 2000 hatte die Landesorganisation 7040 Mitglieder, davon im UB Bremen-Stadt 4563, im UB Bremen-Nord 973 und im UB Bremerhaven 1504.[10]
- 2011 hatte die Landesorganisation 4787 Mitglieder, davon im UB Bremen-Stadt 3189, im UB Bremen-Nord 644 und im UB Bremerhaven 954.[11]
- 2015 hatte die Landesorganisation 4308 Mitglieder, davon im UB Bremen-Stadt 2912, im UB Bremen-Nord 528 und im UB Bremerhaven 868.[12]
- 2017 hatte die Landesorganisation 4248 Mitglieder, davon im UB Bremen-Stadt 2910, im UB Bremen-Nord 522 und im UB Bremerhaven 816.[13]

## Arbeitsgemeinschaften und Foren

### Arbeitsgemeinschaften
- AG für Arbeitnehmerfragen (AfA)
- AG für Bildung (AfB)
- AG SPD Frauen  (SPD Frauen)
- AG Gesundheitswesen (ASG)
- AG SPDqueer (Schwusos)
- AG der Selbstständigen (AGS)
- AG Sozialdemokratischer Juristinnen und Juristen (ASJ)
- Jungsozialistinnen und Jungsozialisten (Jusos)
- AG 60plus
- AG Migration und Vielfalt
- AG Selbst Aktiv

### Foren
- Forum Eine Welt Bremen, Ausschuss für Internationale Angelegenheiten,
- Kulturforum der Sozialdemokratie Bremen
- Sportforum, (LAG Sport)
- Wirtschaftsforum Bremen/Nordwest
- Wissenschaftsforum der SPD in Bremen und der Nordwest-Region

## Landesvorstand

### Aktuelle Zusammensetzung des Landesvorstands
| Name                   | Funktion                   | Unterbezirk | Abgeordneter |
| ---------------------- | -------------------------- | ----------- | ------------ |
| Falk-Constantin Wagner | Landesvorsitzender         | Bremen      | MdBB         |
| Anke Kozlowski         | Stellv. Landesvorsitzende  | Bremen      |              |
| Swen Awiszus           | Stellv. Landesvorsitzender | Bremerhaven |              |
| Josefine Dehn          | Schatzmeisterin            | Bremen      |              |
| Katarina Nuske         | Schriftführerin            | Bremen      |              |
| Florian Boehlke        | Beisitzer                  | Bremen      |              |
| Karl Bronke            | Beisitzer                  | Bremen      |              |
| Holger Gatz            | Beisitzer                  | Bremen      |              |
| Arno Gottschalk        | Beisitzer                  | Bremen      | MdBB         |
| Katharina Gronemeyer   | Beisitzer                  | Bremen      |              |
| Franz Hartmann         | Beisitzer                  | Bremen      |              |
| Katharina Kähler       | Beisitzer                  | Bremen      |              |
| Virginie Kamche        | Beisitzerin                | Bremen      |              |
| Deriya Keyssler        | Beisitzer                  | Bremen      |              |
| Manuel Kramer          | Beisitzer                  | Bremerhaven |              |
| Arne Langer            | Beisitzer                  | Bremerhaven |              |
| Birgitt Pfeiffer       | Beisitzerin                | Bremen      | MdBB 2019–23 |

### Landesvorsitzende der SPD Bremen
| Jahre     | Vorsitzender                   |
| --------- | ------------------------------ |
| 1949–1951 | Wilhelm Kleemann               |
| 1951–1962 | Christian Paulmann             |
| 1962–1972 | Moritz Thape                   |
| 1972–1978 | Henning Scherf                 |
| 1978–1986 | Konrad Kunick                  |
| 1986      | Hans-Dieter Müller             |
| 1986–1988 | Herbert Brückner               |
| 1988–1991 | Ilse Janz                      |
| 1991–1992 | Horst Isola                    |
| 1992–1993 | Harald Stelljes, kommissarisch |
| 1993      | Konrad Kunick                  |
| 1993      | Harald Stelljes, kommissarisch |
| 1993–1995 | Christine Wischer              |
| 1995      | Harald Stelljes, kommissarisch |
| 1995–2004 | Detlev Albers †                |
| 2004–2006 | Carsten Sieling                |
| 2006–2010 | Uwe Beckmeyer                  |
| 2010–2014 | Andreas Bovenschulte           |
| 2014–2016 | Dieter Reinken                 |
| 2016–2021 | Sascha Aulepp                  |
| 2021–2024 | Reinhold Wetjen                |
| seit 2024 | Falk-Constantin Wagner         |

## Unterbezirke
- Unterbezirk Stadt Bremen seit April 2025; davor
  - Unterbezirk Bremen-Stadt: 2910 Mitglieder
  - Unterbezirk Bremen-Nord: 522 Mitglieder
- Unterbezirk Bremerhaven: 816 Mitglieder

Stand (Mitglieder): Dezember 2017

## Bremische Bürgerschaft ab 1946

### Abgeordnete
Siehe dazu aktuell die Liste der Mitglieder der Bremischen Bürgerschaft (21. Wahlperiode), sowie in den Tabellen der Listen der Bürgerschaftswahlen seit 1946.

### Wahlergebnisse
Bei den Wahlen von 1946 bis 1999 hatte die Bürgerschaft 100 Sitze. 2003 wurde die Bürgerschaft auf 83 Abgeordnete reduziert, davon kamen anfänglich 67 aus Bremen und 16 aus Bremerhaven. Für die 18. Wahlperiode (WP) 2011 wurden 68 Abgeordnete aus Bremen und 15 aus Bremerhaven gewählt. Die Aufstellung ist ab 2011 auch auf das Wahlergebnis der Bürgerschaftswahl verlinkt.
| Bürgerschaftswahlergebnisse | Bürgerschaftswahlergebnisse | Bürgerschaftswahlergebnisse | Bürgerschaftswahlergebnisse | Bürgerschaftswahlergebnisse |
| Jahr                        | Spitzenkandidat             | Stimmen                     | Sitze                       | Liste                       |
| --------------------------- | --------------------------- | --------------------------- | --------------------------- | --------------------------- |
| 1946                        | Wilhelm Kaisen              | 47,6 %                      | 51                          | 1. WP.                      |
| 1947                        | Wilhelm Kaisen              | 41,7 %                      | 46                          | 2. WP.                      |
| 1951                        | Wilhelm Kaisen              | 39,1 %                      | 43                          | 3. WP.                      |
| 1955                        | Wilhelm Kaisen              | 47,8 %                      | 52                          | 4. WP.                      |
| 1959                        | Wilhelm Kaisen              | 54,9 %                      | 61                          | 5. WP.                      |
| 1963                        | Wilhelm Kaisen              | 54,7 %                      | 57                          | 6. WP.                      |
| 1967                        | Willy Dehnkamp              | 46,0 %                      | 50                          | 7. WP.                      |
| 1971                        | Hans Koschnick              | 55,3 %                      | 59                          | 8. WP.                      |
| 1975                        | Hans Koschnick              | 48,8 %                      | 52                          | 9. WP.                      |
| 1979                        | Hans Koschnick              | 49,4 %                      | 52                          | 10. WP.                     |
| 1983                        | Hans Koschnick              | 51,3 %                      | 58                          | 11. WP.                     |
| 1987                        | Klaus Wedemeier             | 50,5 %                      | 54                          | 12. WP.                     |
| 1991                        | Klaus Wedemeier             | 38,8 %                      | 41                          | 13. WP.                     |
| 1995                        | Klaus Wedemeier             | 33,4 %                      | 37                          | 14. WP.                     |
| 1999                        | Henning Scherf              | 42,6 %                      | 47                          | 15. WP.                     |
| 2003                        | Henning Scherf              | 42,3 %                      | 40                          | 16. WP.                     |
| 2007                        | Jens Böhrnsen               | 36,7 %                      | 32                          | 17. WP.                     |
| 2011                        | Jens Böhrnsen               | 38,6 %                      | 36                          | 18. WP.                     |
| 2015                        | Jens Böhrnsen               | 32,8 %                      | 30                          | 19. WP.                     |
| 2019                        | Carsten Sieling             | 24,9 %                      | 23                          | 20. WP.                     |
| 2023                        | Andreas Bovenschulte        | 29,8 %                      | 27                          | 21. WP.                     |

### Fraktionsvorstand
SPD-Fraktionsvorsitzender ist seit 2019 Mustafa Güngör. Stellvertretende Fraktionsvorsitzende sind Martin Günthner und Ute Reimers-Bruns.
Die Fraktionsvorsitzenden seit 1900 siehe in der
Liste der Fraktionsvorsitzenden der Bremischen Bürgerschaft.

## Abgeordnete im Bundestag

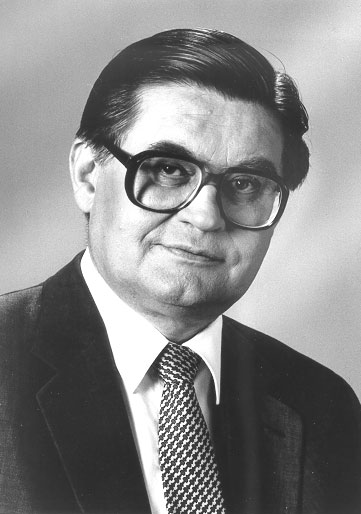
Koschnick: Senator, Bürgermeister, MdB

Bremen ist in zwei Wahlkreise eingeteilt. Von 1949 bis 2002 gab es in Bremen noch drei Wahlkreise. Der Wahlkreis Bremen-West wurde 2002 aufgelöst und auf die beiden anderen Wahlkreise verteilt.
Ausnahmslos gewannen seit 1949 in allen Wahlkreisen im Lande Bremen die SPD-Vertreter das Direktmandat.
Es wurden direkt als Abgeordnete in den Bundestag gewählt in
- Bremen I (bis 2002 "Bremen-Ost"): Heinz Meyer (1949–1953), Hermann Hansing (1953–1972), Ernst Waltemathe (1972–1994), Volker Kröning (1994–2009), Carsten Sieling (seit 2009)
- Bremen II-Bremerhaven (bis 2002 "Bremerhaven/Bremen-Nord"): Bernhard Lohmüller (1949–1952 †), Philipp Wehr (1952–1960 †), Emil Theil (1960–1961), Werner Lenz (1961–1965), Harry Tallert (1965–1972), Horst Grunenberg (1972–1990), Ilse Janz (1990–2002), Uwe Beckmeyer (2002)
- Bremen-West (bis 2002): Siegfried Bärsch (1949–1961), Hans Stefan Seifriz (1961–1970), Claus Grobecker (1970(N)-1983), Ludwig Hettling (1983(N)-1987), Hans Koschnick (1987–1998), Konrad Kunick (1998–2002)
- Bremen I (Wahlkreis 54 seit 2002): Volker Kröning (2002–2009) Carsten Sieling (2009–2015), Sarah Ryglewski seit 2015
- Bremen II – Bremerhaven (Wahlkreis 55 seit 2002): Uwe Beckmeyer (2002–2017), Uwe Schmidt seit 2017

Aktuell sind im Bundestag vertreten:
| Mitglied des Bundestages | geb. | Wahlkreis               | Erststimmen |
| ------------------------ | ---- | ----------------------- | ----------- |
| Uwe Schmidt              | 1966 | Bremen II – Bremerhaven | 34,1 %      |
| Sarah Ryglewski          | 1983 | Bremen I                | 29,8 %      |

## Abgeordnete im Europaparlament
Im Europaparlament (EP) waren Vertreter der SPD aus Bremen von 1979 bis 2009, also von der 1. Wahlperiode bis zur 6. Wahlperiode, vertreten:
- Thomas von der Vring von 1979 bis 1994 (1.–3. WP)
- Karin Jöns von 1994 bis 2009 (4.–6. WP)
- Joachim Schuster, Staatsrat a. D., seit 2014 (8. WP)

## Mitglieder im Bundesvorstand
- Detlev Albers: um 1995–2004
- Karin Jöns: 2009–2011
- Carsten Sieling: 2011–2019
- Sarah Ryglewski: seit Dezember 2017